# مايا (أغنية)
"مايا" هي أغنية هندية مشهورة من الفيلم الهندي غورو لعام 2007 . ألحان أي.أر. رحمان وأداء مريم تولر وتشينماي سريبادا وكيرثي ساغاثيا وكتبه جولزار. بالإضافة إلى الموسيقى التصويرية للفيلم، فقد ظهرت أيضًا في الألبوم التجميعي، أيه. آر. رحمن – عالم الموسيقى الذي صدر في عام 2009. تم إصدار الأغنية أيضًا باللغتين التاميلية والتيلجو حيث غنت تشينمايي معظم الأجزاء.

## تطوير
قام رحمان شخصياً بتدريب المطربة المصرية مريم تولار على غناء أغنية "مايا"، وهي الأغنية التي كتبها رحمان أثناء الحج في مكة المكرمة. بعد أن سمع رجلاً بالقرب من نهر يكرر باستمرار "مويا مويا مويا" (ماء بالعربية)، طلب من جولزار دمج الكلمة في اللحن الذي ابتكره أثناء جولته في تورنتو، أونتاريو، كندا.  كانت أغنية "مايا" هي الأغنية الأولى التي تم تسجيلها للفيلم.

## استقبال
حصلت الأغنية على مراجعات نقدية ممتازة، حيث أشاد معظمهم بالجاذبية العالمية للأغنية. قال أحد المراجعين على موقع بلانتبوليوود، "إن أغنية مايا أغنية عالمية ساحرة... وهذا مثال رائع على مدى روعة الصوت العالمي الذي يمكن أن يجعلك تشعر بالرضا!"  وقد أثبتت الأغنية، جنبًا إلى جنب مع ألبوم الموسيقى التصويرية بالكامل، نجاحها، حيث بقيت في المركز الأول لمدة ثلاثة عشر أسبوعًا بعد إصدارها. 

## فيديو موسيقي
تم تصوير الفيديو كرقصة تركية مغرية بواسطة ماليكا شيرويت. كان هذا بعد فترة طويلة من قيام ماليكا بأداء رقص غريب في فيديو موسيقي.